# マヌ・ディバンゴ
マヌ・ディバンゴ（Manu Dibango）ことエマニュエル・エンジョーク・ディバンゴ（Emmanuel N'Djoké "Manu" Dibango、1933年12月12日 - 2020年3月24日）は、カメルーンのサクソフォーン奏者、ヴィブラフォン奏者、ソングライター。1972年のシングル『Soul Makossa』で知られる。ジャズ、ファンク、カメルーンの伝統音楽を融合させた音楽スタイルを確立した。ディバンゴの父はヤバッシ族、母はドゥアラ族であった。
2020年3月24日、新型コロナウイルス感染症により死去した。

## 生い立ち
1933年、フランス領カメルーンのドゥアラに生まれる。
父のミシェル・マンフレッド・エンジョーク・ディバンゴ (Michel Manfred N'Djoké Dibango) は公務員であった。ミシェルは農民の息子であり、ピローグに乗ってドゥアラに向けて旅をしていたときに妻と出会った。
母はファッションデザイナーであり、小さな会社を経営していた。父の属するヤバッシ族と母の属するドゥアラ族の双方が、この異民族間での結婚を軽蔑視していた。
ディバンゴのきょうだいは、父の前妻との子で、4歳年上の義兄が1人いたのみであった。
カメルーンでは、民族は父親に基づいて決定されるが、ディバンゴは自伝『Three Kilos of Coffee』において「両親のどちら（の民族）であるともいいきれなかった」と述べている。
ディバンゴのおじは、大家族のリーダーであった。彼の死後、ディバンゴの父は息子をヤバッシ族の慣習に全て従わせることができないとして、跡を継がせることを拒否した。幼少期を通じて、ディバンゴはドゥアラ語を話すようになり、徐々にヤバッシ語を忘れていった。しかしながら、彼の家族はドゥアラ中心部のウーリ川の近くにあるヤバッシ台地のヤバッシ野営地に居住していた。
子供の頃、ディバンゴは毎晩プロテスタントの教会に通い、宗教教育を受けていた。そこでは音楽も学び、飲み込みが早いといわれていた。
1941年、村の学校で教育を受けた後、自宅近くの植民地学校への入学を許可され、フランス語を学んだ。また、ディバンゴを「並外れた製図家であり画家である」と評した教師を尊敬していた。1944年、フランス大統領のシャルル・ド・ゴールは、自身がカメルーンに到着した際の歓迎式典の会場としてこの学校を選んだ。
1949年、15歳のとき、ディバンゴはフランスのサン＝カレにある大学に送り出された。その後、シャルトルのリセでピアノを学んだ。

## 経歴
ディバンゴはコンゴ民主共和国のルンバ・グループ、アフリカン・ジャズのメンバーであり、ファニア・オールスターズ、フェラ・クティ、ハービー・ハンコック、ビル・ラズウェル、バーニー・ウォーレル、レディスミス・ブラック・マンバーゾ、キング・サニー・アデ、ドン・チェリー、スライ&ロビーなどのミュージシャンと共演した。1976年に発売され、1978年にはアイランド・レコードより12インチシングルとしてリミックスされたディスコ・ヒットである『Big Blow』はイギリスにおいて大ヒットとなった。1998年、キューバ人アーティストのエリアデス・オチョアとアルバム『CubAfrica』を録音した。
1974年のグラミー賞（第16回グラミー賞）では、『Soul Makossa』で最優秀リズム・アンド・ブルース・インストゥルメンタル・パフォーマンス賞および最優秀インストゥルメンタル作曲賞にノミネートされた。
同名のアルバムに収録された『Soul Makossa』の歌詞に含まれている「マコッサ (Makossa)」という語はドゥアラ語で「（私が）踊る」という意味である。この曲はクール・アンド・ザ・ギャングの『Jungle Boogie』などのポピュラー音楽のヒット曲に影響を与えた。
カメルーン・ミュージック・コーポレーションの初代会長も務め、アーティストの印税をめぐる論議では注目を集めた。また、2004年にはユネスコ平和芸術家に任命された。
1982年、マイケル・ジャクソンがアルバム『スリラー』に収録した楽曲『スタート・サムシング』において、『Soul Makossa』の「ママセ・ママサ・ママクサ」 ("Ma ma-se, ma ma-sa, ma ma-kossa") というフックを、ディバンゴの許諾も得ず、クレジット表記もせずに使用した。ディバンゴはこれに気付いて「大スター」を訴えようと考えていたが、ジャクソンはこの一節を引用したことをすぐに認めたため、示談により和解した。2007年、リアーナは同部分をマイケル・ジャクソンの曲よりサンプリングして『ドント・ストップ・ザ・ミュージック』に使用したが、ジャクソンの許諾は得ていたものの、ディバンゴの許諾は得ていなかった。2009年、ディバンゴはこの2人を盗作で提訴した。ディバンゴの弁護士はパリの裁判所に訴状を提出し、50万ユーロの損害賠償請求と、ソニーBMG・EMI・ワーナーミュージックの各社に対し、「問題が解決するまで『ママセ・ママサ』関連の収入の受け取りを禁止する」よう求めた。裁判官は、1年前に別の裁判官がユニバーサル・ミュージックに対して今後のフランスでの『ドント・ストップ・ザ・ミュージック』の再販の際にはライナーノーツにディバンゴの名前を記載するよう命じ、ディバンゴはこれ以上の賠償請求を棄却していたことから、これは著作者人格権を放棄したものだとして、今回の訴訟は認められないと判断した。
2014年7月、パリのオランピア劇場で生誕80周年を記念したコンサートを行った。
2015年9月8日、フランコフォニー国際機関の事務総長のミカエル・ジャンは、ディバンゴに「2016年リオデジャネイロオリンピックのフランコフォニーの推進役（グラン・テモワン）」の役職を授与した。
2020年3月24日、新型コロナウイルス感染症のためパリで死去
。

## ディスコグラフィ

### リーダーとして
- Saxy-Party (Mercury, 1969)
- Manu Dibango (Fiesta, 1971)
- Africadelic (Mondiophone, 1972)
- Soul Makossa (Fiesta, 1972)
- O Boso (Fiesta, 1972)
- African Woodoo (PSI, 1972)
- Makossa Man (Fiesta, 1973)
- Super Kumba (Fiesta, 1974)
- Countdown at Kusini (D.S.T., 1975)
- Afrovision (Fiesta, 1976)
- Manu 76 (Fiesta, 1976)
- Bande Originale du Film Ceddo (Fiesta, 1977)
- A L'Olympia (Fiesta, 1977)
- L'Herbe Sauvage (Fiesta 1977)
- Anniversaire Au Pays (Fiesta, 1978)
- Le Prix De La Liberte (Fiesta, 1978)
- Home Made (Fiesta, 1979)
- Gone Clear (CRC, 1980)
- Piano Solo Melodies Africaines Vol. 1 (AfroVision, 1981)
- Ambassador (CRC, 1981)
- Waka Juju (CRC, 1982)
- Mboa (AfroVision, 1982)
- Soft and Sweet (Garima, 1983)
- Deliverance Live in Douala (AfroVision, 1983)
- Surtension (Garima, 1984)
- Melodies Africaines Vol. 2 (AfroVision, 1984)
- L'Aventure Ambigue (Carrere, 1984)
- Electric Africa (Celluloid, 1985)
- Manu Invite... Akofa Akoussah Au Togo (Blackspot, 1983)
- Afrijazzy (Soul Paris, 1986)
- La Fete a Manu (Buda Musique, 1988)
- Negropolitaines Vol. 1 (Soul Paris, 1989)
- Comment Faire L'Amour Avec Un Negre Sans Se Fatiguer (Milan, 1989)
- Polysonik (Fnac Music, 1990)
- Live '91 (Fnac Music, 1991)
- Bao Bao (Mau Mau, 1992)
- Wakafrika (Fnac Music, 1994)
- Lamastabastani (Soul Paris, 1995)
- Negropolitaines Vol. 2 (Soul Paris, 1995)
- Papa Groove Live 96 (Wotre Music, 1996)
- CubAfrica (Melodie, 1998)
- Manu Safari (Wagram, 1998)
- Mboa' Su Kamer Feeling (JPS, 2000)
- Spirituals (Bayard Musique, 2000)
- Kamer Feeling (JPS, 2001)
- From Africa (Blue Moon, 2003)
- Homage to New Orleans (Goya, 2007)
- Lion of Africa (Global Mix, 2007)
- Past Present Future (BorderBlaster, 2011)
- Ballad Emotion (Konga Music, 2011)
- Balade en Saxo (EGT, 2014)

## 関連文献
- “Manu Dibango”. Music Technology 5 (5):  48. (April 1991). ISSN 0957-6606. OCLC 24835173.